# The Arc at Old Colony
The Arc at Old Colony (Old Colony Building hasta 2015) es un rascacielos histórico de 17 pisos en el área comunitaria del Loop de Chicago, la ciudad más poblada del estado de Illinois (Estados Unidos). Diseñado por el estudio de arquitectura Holabird & Roche entre 1893 y 1894, mide unos 65,5 metros de altura y fue el edificio más alto de Chicago en el momento de su construcción. Fue diseñado en el estilo de la escuela de Chicago y designado Monumento Histórico de Chicago el 7 de julio de 1978. Fue el primer edificio alto en utilizar un sistema de arcos de portal internos como manera de apuntalar la estructura contra los fuertes vientos.
El edificio fue agregado al Registro Nacional de Lugares Históricos en 1976. Está directamente al otro lado de la calle al oeste de la Biblioteca Harold Washington. Su dirección es 407 S. Dearborn Street.
Construido como un edificio de oficinas, Old Colony se convirtió en residencial en 2015. Los apartamentos se comercializan para estudiantes universitarios que asisten a la escuela en South Loop.

## Galería

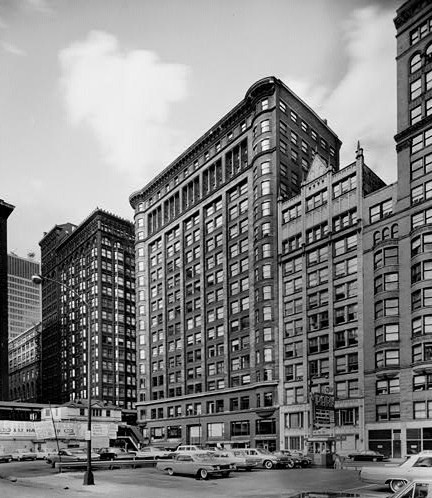
El edificio en los años 1960.
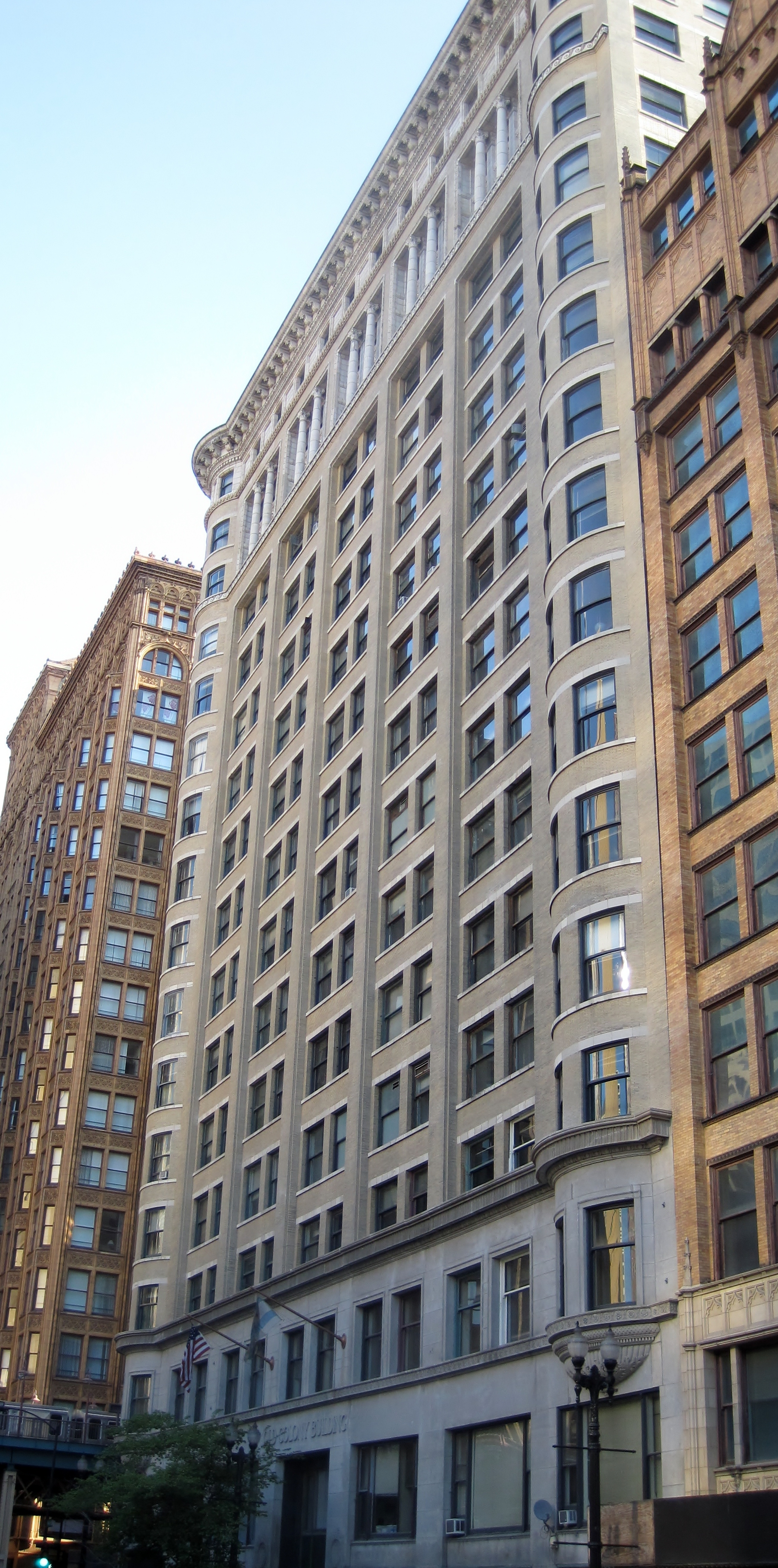
Fachada.
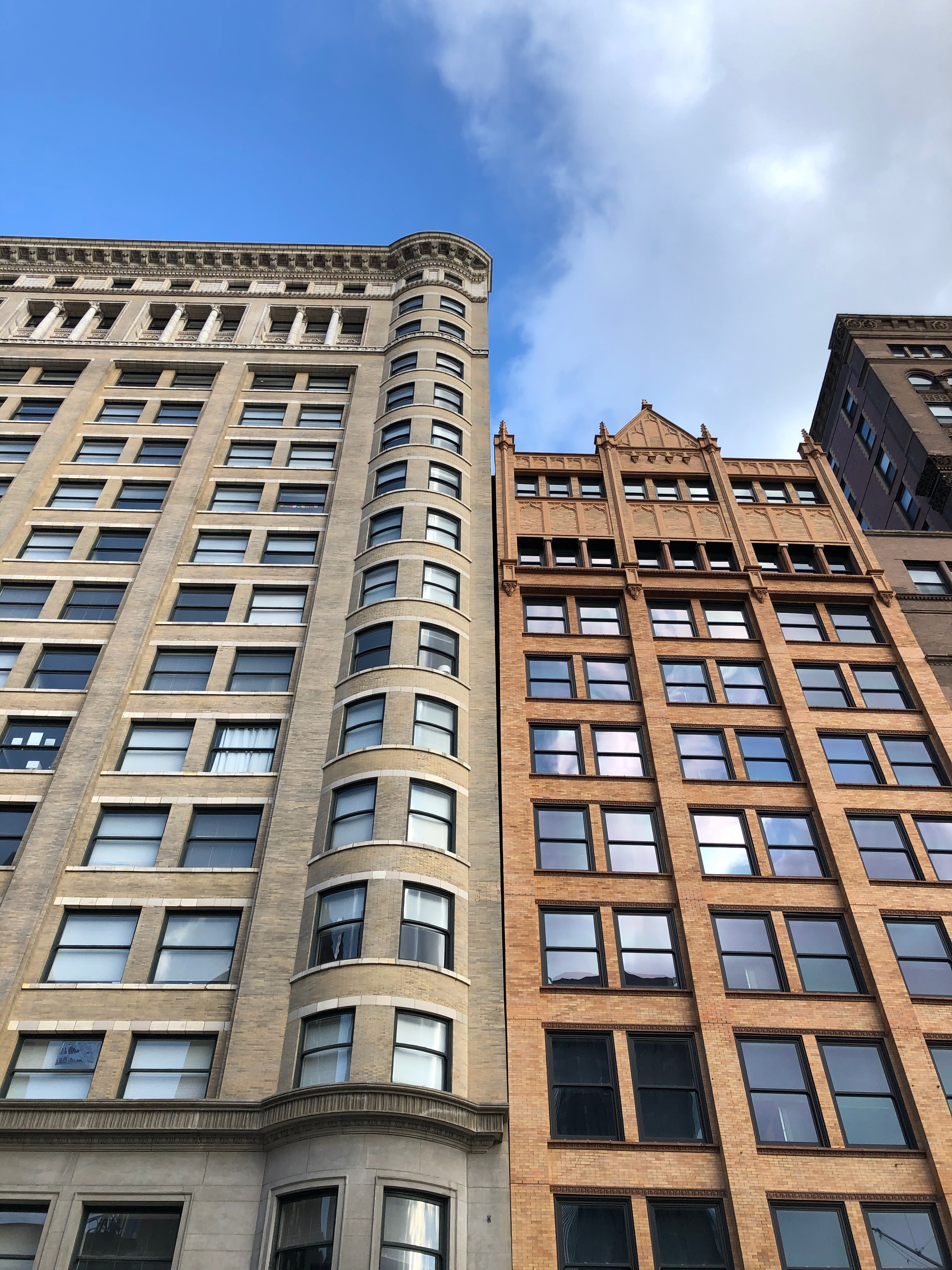
Ventanas curvas.
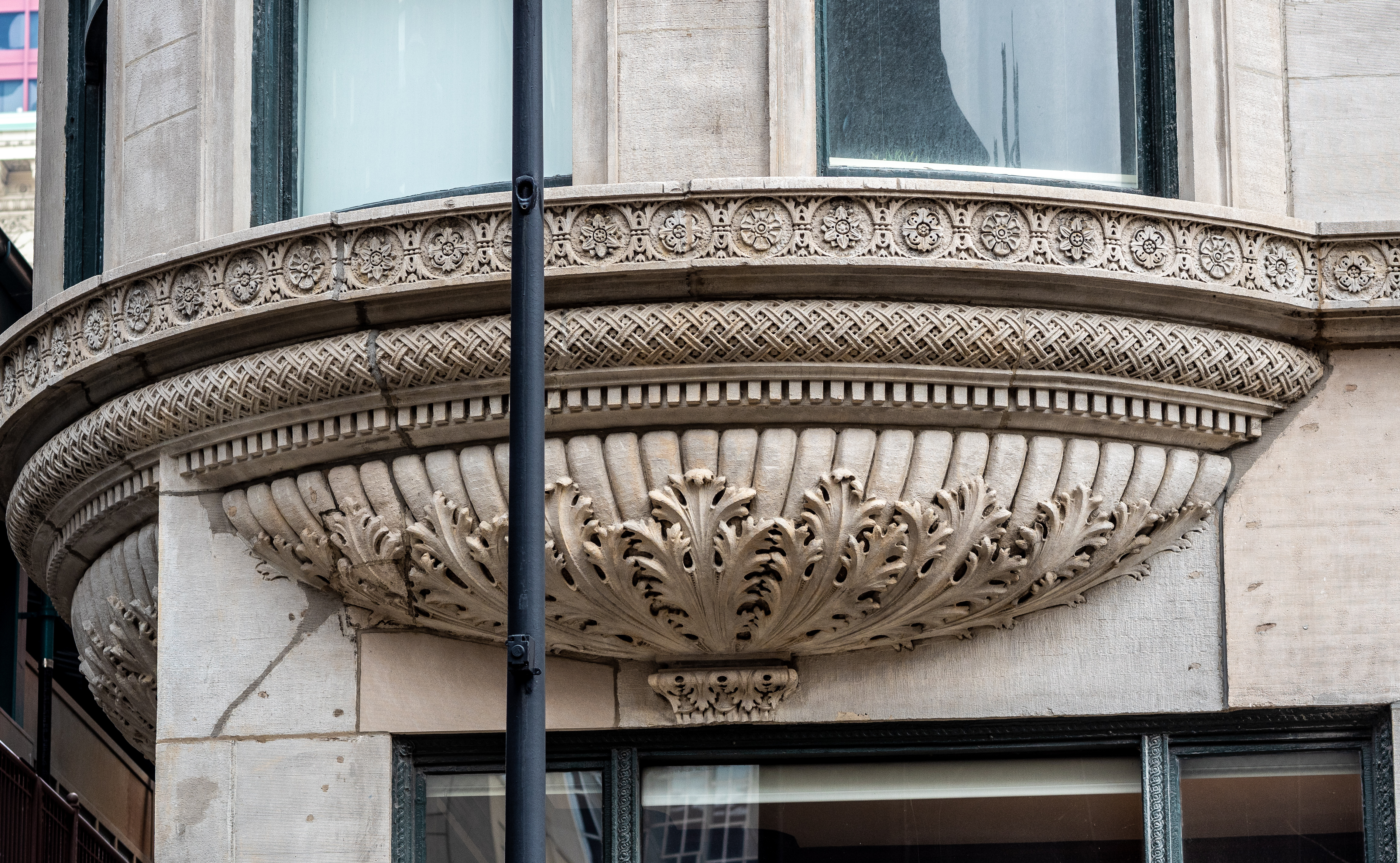
Detalle de la ventana.
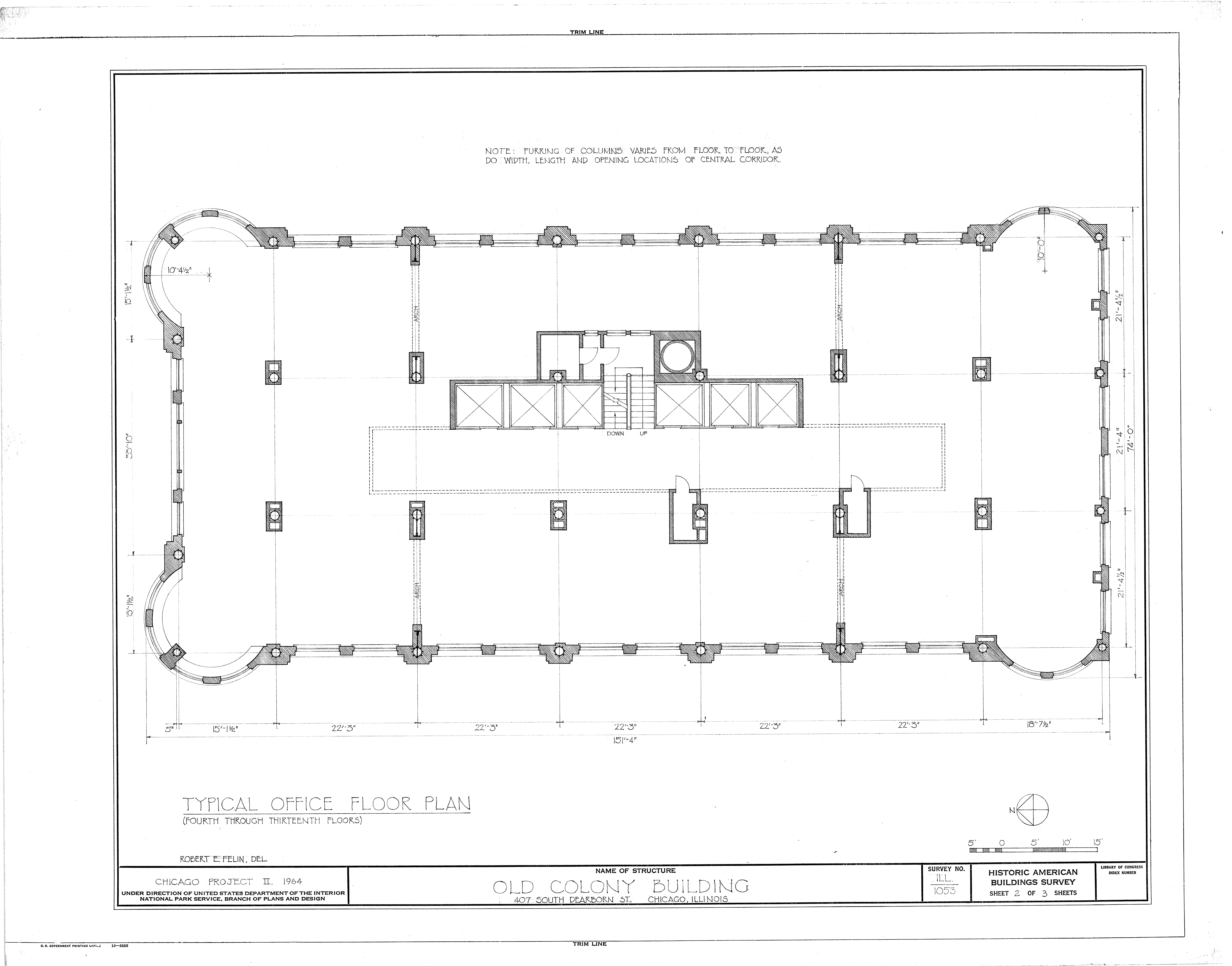
Plano del primer piso.